# Sous-région de Vakka-Suomi
La sous-région de Vakka-Suomi (finnois : Vakka-Suomen seutukunta) est une sous-région de la Finlande-Propre. 
Au niveau 1 (LAU 1 ) des unités administratives locales définies par l'union européenne elle porte le numéro 024.

## Municipalités
La sous-région de Vakka-Suomi regroupe les municipalités suivantes :
| Blason                 | Municipalité              |
| ---------------------- | ------------------------- |
| Kustavin vaakuna       | Kustavi (municipalité)    |
| Laitilan vaakuna       | Laitila (ville)           |
| Pyhärannan vaakuna     | Pyhäranta (municipalité)  |
| Taivassalon vaakuna    | Taivassalo (municipalité) |
| Uudenkaupungin vaakuna | Uusikaupunki (ville)      |
| Vehmaan vaakuna        | Vehmaa (municipalité)     |

## Population
Depuis 1980, l'évolution démographique de la sous-région de Vakka-Suomi, au périmètre du 1er janvier 2017, est la suivante:
| Année      | 1980   | 1985   | 1990   | 1995   | 2000   | 2005   | 2010   |
| ---------- | ------ | ------ | ------ | ------ | ------ | ------ | ------ |
| population | 34 673 | 35 450 | 36 062 | 34 690 | 33 519 | 32 121 | 31 461 |

## Politique
Les résultats de l'élection présidentielle finlandaise de 2018: